# Pianissimo

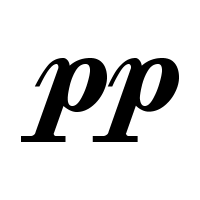
Figura 1. Pianissimo.

Pianísimo (del italiano pianissimo, "muy suave") es un término que se utiliza en notación musical para indicar un grado determinado de intensidad del sonido, es decir, un matiz dinámico. La intensidad que señala pianissimo es muy baja, situándose por encima de pianississimo y por debajo de piano.

## Descripción
Esta indicación pertenece a la categoría conocida como dinámica de grados, que se construye mediante la contraposición entre los conceptos de suave y fuerte, lo cual se expresa mediante las palabras italianas piano y forte respectivamente. Existen al menos ocho graduaciones o indicaciones de dinámica, empezando desde el sonido más suave hasta el sonido más fuerte. Por ejemplo, pianissimo, piano, forte, fortissimo, etc. Asimismo, los distintos grados de intensidad pueden matizarse mediante otros términos como piu, meno, etc.
Estas son las indicaciones directamente relacionadas con el término piano:
| Nombre        | Abreviatura | Significado                                                       |
| ------------- | ----------- | ----------------------------------------------------------------- |
| Pianississimo |             | Más débil.                                                        |
| Pianissimo    |             | Muy débil.                                                        |
| Piano         |             | Débil.                                                            |
| Mezzopiano    |             | Medianamente suave. Literalmente, es la mitad de suave que piano. |
| Piano forte   |             | Débil y después fuerte.                                           |
| Forte piano   |             | Fuerte y después débil.                                           |
| Meno piano    |             | Menos débil.                                                      |
| Più piano     |             | Más débil.                                                        |
| Piano subito  |             | Repentinamente débil.                                             |

La ejecución de la dinámica musical es relativa y suele ser subjetiva. Depende del estilo o periodo histórico al que pertenezca la obra, ya que existen ciertos convencionalismos estéticos; pero también depende de la consideración personal y condición emocional del intérprete. Los matices como forte o piano no tienen un significado preciso ya que son indicaciones relativas y dependerán de la graduación de dinámicas que se utilice en una determinada obra. Cuando en una composición el matiz de mayor intensidad es fortissimo (fff), forte (f) será un matiz de intensidad intermedia. Asimismo, habrá que tener en cuenta la acústica del espacio donde se va a interpretar la pieza. En una sala de concierto grande deberán exagerarse los matices, mientras que un lugar pequeño requerirá lo contrario.

## Representación gráfica
Este matiz dinámico puede aparecer representado en las partituras o partichelas mediante unas indicaciones especiales que suelen colocarse por debajo del pentagrama, concretamente bajo la nota donde empieza dicha dinámica. Para indicar esta intensidad sonora existen varias posibilidades: 
- El término pianissimo. En la mayoría de los casos estos nombres están en italiano, aunque es posible encontrar también indicaciones en otros idiomas especialmente en composiciones de los últimos tiempos.
- La abreviatura del término . Se toma el término anterior y se representa de forma abreviada con las letras en negrita y cursiva.

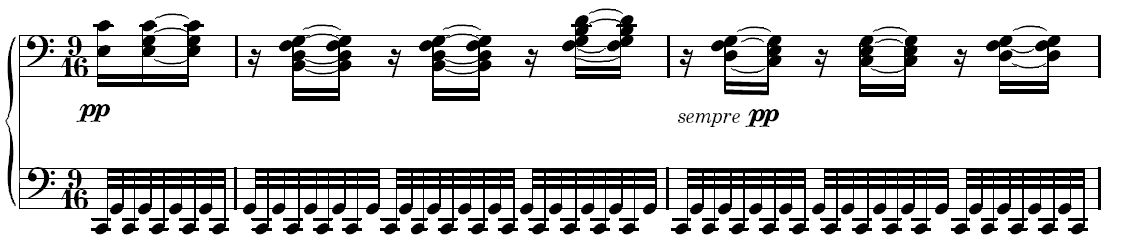
Figura 2. Muestra de notación.

La obra se sigue tocando a la intensidad marcada desde ese punto en adelante hasta que aparezca una nueva indicación de dinámica.

## Historia y ejemplos
La utilización de estos matices se generaliza a partir del Clasicismo, segunda mitad del siglo XVIII, con el propósito de que el intérprete lograra una ejecución más cercana a la idea del compositor. En el segundo tercio del siglo XVIII, cuando aún la indicación de dinámica era algo excepcional, sólo afectaba a la frase o motivo en cuestión. Pero desde finales del XVIII hasta nuestros días, el intérprete ha de mantenerla hasta que aparezca un nuevo indicador de dinámica.
Durante el siglo XIX pp es la indicación de menor intensidad más habitual y ppp se reserva para cuando haya que tocar de la manera más suave posible. 
En el siglo XX se encuentran indicaciones de pppp e incluso más. Requiere tocar al límite de lo que permita el instrumento sin enmudecerlo. Algunos compositores, como Salvatore Sciarrino, buscan con ello que suene más el paso del arco en un instrumento de cuerda o el aliento en un instrumento de viento que la nota indicada.